# Накнек (аэропорт)
Аэропорт Накнек (англ. Naknek Airport), (ИАТА: NNK, FAA LID: 5NK) — коммерческий аэропорт, расположенный в 1,85 км к северу от населённого пункта Накнек (Аляска), США.
Порт находится в собственности штата Аляска.

## Операционная деятельность
Аэропорт Накнек расположен на высоте 21 метр над уровнем моря и эксплуатирует три взлётно-посадочные полосы:
- 8/26 размерами 594×15 метров с гравийным покрытием;
- 14/32 размерами 564×14 метров с гравийным покрытием;
- 8W/26W размерами 610×91 метров для приёма гидросамолётов.

В период с 31 декабря 2004 по 31 декабря 2005 года аэропорт Накнек обработал 7700 операций по взлётам и посадкам воздушных судов (в среднем 21 операция ежесуточно), из которых 92 % пришлось на авиацию общего назначения и 8 % — на рейсы аэротакси. В данном период в аэропорту базировалось 24 воздушных судна, из них 96 % — однодвигательные самолёты и 4 % — вертолёты.